# Iwankowyczi
Iwankowyczi (ukr. Іванковичі) – wieś na Ukrainie, w obwodzie kijowskim, w rejonie obuchowskim, w hromadzie Feodosijiwka. W 2001 liczyła 974 mieszkańców, wśród których 911 wskazało jako ojczysty język ukraiński, 62 rosyjski, a 1 białoruski.